# Sămănătorism
Sămănătorismul (sau Semănătorismul) este un curent ideologic și literar constituit la începutul secolului al XX-lea în jurul revistei Sămănătorul (1901-1910). La apariția sămănătorismului a contribuit și interesul crescând care s-a manifestat în acea perioadă față de problema țărănească, aflată în faza unei crize acute, marcată prin repetate răscoale care au culminat cu Răscoala din 1907. Principalul teoretician al acestui curent a fost Nicolae Iorga. El a asimilat preocupări mai vechi, pe care le-a definit, sintetizat și teoretizat, supunând criticii unele aspecte ale societății și atrăgând atenția asupra necesității culturalizării țărănimii. Poziția critică era întregită de prețuirea tradițiilor istorice și folclorice, a valorilor naționale, a luptei de eliberare națională etc. Nicolae Iorga a considerat opera lui Alexandru Vlahuță drept apogeul sămănătorismului.

## Apariție
La 2 decembrie 1901 apare la București primul număr al revistei Sămănătorul, sub direcția lui George Coșbuc și a lui Alexandru Vlahuță.

## Etimologie
Termenul sămănătorism provine de la revista Sămănătorul, în paginile căreia apăreau poeziile sămănătoriștilor: poezia lui Alexandru Vlahuță Semănătorul, poezia lui George Coșbuc cu același titlu, apărută la 2 decembrie 1901. Termenul de sămănătorism este un cuvânt derivat care provine de la „a sămăna” - ceea ce dă de înțeles că reprezentanții acestui curent „seamănă” concepțiile lor în mediul sătesc.

## Etape
- 1901–1902: revista este condusă de George Coșbuc și Alexandru Vlahuță. În primul număr apare articolul Primele vorbe, scris probabil de Alexandru Vlahuță, în care se deplânge deprecierea valorilor românești, scriitorii fiind chemați să făurească opere noi în tradițiile vechi ale scrisului nostru;

- 1903–1905: revista este condusă de un comitet, căci directorii se retrag. Publică Ion Agârbiceanu, Mihail Sadoveanu, Ștefan Octavian Iosif;

- 1905–1906: la conducerea revistei vine Nicolae Iorga, care pledează pentru fondul național, răspândirea culturii în toate nivelurile societății, respingând totodată modernismul și influența poeziei franceze;

- 1907–1910: după retragerea lui Nicolae Iorga, la conducerea revistei se perindă mai multe comitete și mai mulți directori, până în 1910 când, dezavuată de public și combătută de alte grupări, nu mai poate supraviețui cu toate eforturile.

## Trăsături
Ideologia grupării conține un amestec de puncte de vedere ale Daciei literare, propoziții-cheie din gândirea social-politică eminesciană, teza formelor fără fond, toate raportate la climatul socio-cultural al perioadei și vehiculate în numele a două deziderate fundamentale: ridicarea ruralilor prin cultură și Unirea.
Principalele trăsături distinctive ale grupării sunt:
- paseismul (fr. passer – à trece): întoarcerea spre trecut, spre cronici și spre istorie, rezistența la transformări, atât pe plan literar cât și în artă (încremenirea în formele consacrate, oroarea față de noutate). Interesul pentru trecut este împrumutat din romantism, de la care își însușesc antiteza cu prezentul;

- idilismul (preferința pentru înfățișarea pitorească a satului, falsa înfrumusețare a vieții): au un adevărat cult pentru satul patriarhal, căci nimic nu egalează pentru ei virtuțile țărănimii. În proză apar intrigi romanțioase, naive; aici se manifestă atitudinea anti-orășenească și opoziția: boier de neam-arendaș venetic ca o trăsătură a tragediei, dispariției;

- sentimentul dezrădăcinării, care i-ar copleși pe cei care se aventurează la oraș, uitându-și originile; dezrădăcinarea este considerată o cauză a inadaptării și a înfrângerii;

- predilecția pentru scenele tari, de violență, pentru personajele dominate de instincte, de o impulsivitate nebună, frizând bestialitatea, care par mai degrabă purtătoarele unor tare biologice;

- „lupta pentru limba românească” (Nicolae Iorga): scrierea într-o limbă înțeleasă de toate clasele, „ca să nu mai fim străini la noi acasă”. Problema utilizării limbii române devine un aspect al acțiunii de „răscolire” sufletească (expresie împrumutată de Iorga de la Eminescu).

## Reprezentanți
Nici un scriitor remarcabil nu a fost integral sămănătorist, astfel încât se poate vorbi mai curând despre colaboratori, ca: Alexandru Vlahuță, George Coșbuc, Duiliu Zamfirescu, Ștefan Octavian Iosif, Emil Gârleanu, Ion Agârbiceanu, în prima lor fază și Mihail Sadoveanu sau Liviu Rebreanu.
- Alexandru Vlahuță - considerat de contemporani cel mai mare poet de după Eminescu, este de fapt un epigon al acestuia. Opera sa se caracterizează prin: eminescianism, temperament pamfletar, afirmarea poeziei optimiste (Unde ni sunt visătorii?), critica nedreptăților sociale (romanul Dan, povestirile Vișan, Cassian, schițele Mogâldea, Socoteala). Poate fi considerat  întemeietorul  reportajului ca specie literară, cu opera România pitorească, unde-și manifestă dragostea pentru creația folclorică, pentru natura patriei și pentru istorie.

- Duiliu Zamfirescu - note sămănătoriste în unele nuvele ca Spre Costești, Conu Alecu Zăgănescu și în romanele Viața la țară, Tănase Scatiu; prin obiectivitatea de natură realistă în scene dure, ca aceea a răscoalei țăranilor din Tănase Scatiu; evocarea peisajului campestru; crearea romanului ciclic.

- Ștefan Octavian Iosif este un poet reprezentativ pentru sămănătorism, mai ales în volumele de versuri Patriarhale, Credințe, Icoane din Carpați, care îmbină mai multe trăsături: nostalgia satului patriarhal, sentimentul dezrădăcinării și elogiul energiilor latente ale poporului. Poezia Doina este o capodoperă a liricii sale care îmbină două tendințe: sentimentalismul minor (prin întoarcerea spre trecut, folclor, tradiție, peisaj) și muzicalitatea de tip simbolist.

- Nicolae Iorga a avut preocupări literare prin memorialistică (O viață de om – așa cum a fost, Oameni cari au fost, Memorii), dramaturgie (Mihai Viteazul, Tudor Vladimirescu, Constantin Brâncoveanu, Doamna lui Ieremia) și istorie literară (Istoria literaturii române în secolul al XVIII-lea, Istoria literaturii românești în veacul al XIX-lea, de la 1821 înainte, Istoria literaturii românești contemporane). Ca sămănătorist a polemizat cu poporanismul și cu simbolismul, pledând pentru specificul național. În articolul Ce este Sămănătorul?, Nicolae Iorga  nu concepe existența unei literaturi fără o „mare misiune de îndreptare și moralizare”, eticul și etnicul luînd forme absolute, în defavoarea esteticului.

## Publicații sămănătoriste
- Sămănătorul
- Făt-Frumos